# Navelim (ort i Indien, North Goa)
Navelim är en ort i Indien.   Den ligger i distriktet North Goa och delstaten Goa, i den sydvästra delen av landet, 1 500 km söder om huvudstaden New Delhi. Navelim ligger 18 meter över havet och antalet invånare är 12 469.
Terrängen runt Navelim är huvudsakligen platt, men söderut är den kuperad. Runt Navelim är det tätbefolkat, med 476 invånare per kvadratkilometer. Närmaste större samhälle är Panaji, 17,3 km väster om Navelim. I omgivningarna runt Navelim växer huvudsakligen savannskog.